# Glam Girls
Glam Girls es una serie de televisión española, que trata sobre los diferentes personajes que forman parte de Glam Magazine, una de las revistas más prestigiadas del mundo de la moda. La serie se empezó a emitir el domingo 5 de agosto de 2019 en España a través de Telehit. La primera temporada consta de 19 episodios dirigidos por Bernardo Serna y es producida por Raquel Rocha y Carlos Murguía. Esta es la primera serie original que produce y transmite el canal musical Telehit.
Brillar tiene su precio!

## Sinopsis
La serie se centra en la vida de cuatro jóvenes: Alexia, Mara, Regis y Vivi, que a pesar de sus diferentes personalidades están unidas por una fuerte amistad. Cada una de una de ellas, guarda un secreto importante que involucra a sus más cercanos confidentes. Es una conexión de secretos en donde el glamour es el principal protagonista.

## Reparto
- Pamela Reiter como Alexia Lombardi: Es la chica perfecta. Guapa, inteligente y decidida a lograr a todas sus metas. Alexia logra entrar a Glam Magazine en donde se enfrentara a diversas situaciones que la pondrán a prueba como ser humano en el ambiente laboral y personal.

- Mariana Quintanilla como Mara Peralta: Es una modelo exitosa, quien sigue el camino trazado por su madre.

- Viviana Villarreal como Vivi Barret: Es loca e irreverente, goza de la buena vida y no piensa en las consecuencias. Busca el amor y cariño que carece en su casa con sus amigas.

- Regina Martínez como Regis Krause: Esta enclaustrada en el mundo de la música infantil sueña con crecer en el ámbito profesional y personal. Sin embargo, esto llega precipitadamente al enfrentarse con retos que la harán madurar.

- Maximiliano Villegas como Emiliano Lascurain: Parece ser el hombre ideal. Honesto, responsable, trabajador y muy serio; es todo un caballero. Pero como cualquier otro todos tiene sus defectos.

- Susana Altamirano como Loreta Lancaster: Es la dueña de la revista Glam Magazine, es atractiva, inteligente, culta y decidida. Esta mujer exitosa trae a la revista y a la serie ese toque de porte y elegancia que ilustra Glam Magazine. Determinada y de carácter fuerte, Loreta lucha a toda costa por lograr el éxito de su creación en donde el fin justifica el medio.

- Eugenia Becker como Carlota Lancaster: es perfeccionista, fría, calculadora y egocéntrica, no le da miedo decir las cosas, a pesar de que pueda herir los sentimientos de alguien. Siempre lucha por sus intereses sin importar quien se le ponga en el camino.

- Pablo Garzovia como Giancarlo Rosas: El vive y respira Glam Magazine manteniendo relaciones laborales solo por conveniencia ya que el éxito es su principal objetivo. Siempre está al tanto de lo sucedido en la revista, Giancarlo se mantiene como la sombra de Loreta Lancaster.

- Ricardo Omar Sandoval como Richo González: Es un amante del dinero, no le importa a quien tenga que pisotear con tal de llegar a la cima social.

- Yael Sandler como Fernanda de la Vega: Es una mujer egocéntrica y malcriada, siempre quiere que las cosas se hagan a su modo; suele tener alrededor a otras mujeres de su edad que se rebajarían a lo que sea con tal de estar junto a ella. Tiene gran rencor y envidia hacia a Mara por su rivalidad como modelo, y hará hasta lo imposible para hacer su vida más fácil.

- Paulina Garcia Moya como Daniela Villafuente: Es bastante vulnerable e insegura. Idolatra a Fernanda y busca complacerla de cualquier manera posible. Carece de valores y carácter. Es una persona que toma decisiones siempre pensando en complacer a Fernanda.

- Ricardo Korkowski como Jorge Terrazas: Busca rodear su vida de accesorios de alta calidad, siendo la mujer el principal adorno.

- Fernando Noriega como Santiago Lombardi: Es el hermano de Alexia, bohemio, luchador y creativo, le despreocupa el que dirán y solo busca lo que lo apasione.

- Marcela Luque como Roberta Peralta.
- Reynaldo Reyes como Leopoldo Barret.
- Laura Amaya como Laura Barret.
- Emma Mirthala Cantu como Chofi.
- Eli Zavala como la Doctora.
- Oliver Cantú Lozano como Mateus Oliveira.
- Miguel Gold como Billy Moctezuma.
- René Casados como Braulio Bosch.
- Rodrigo Sainz como André Franco.

## Premios

### Premios TVyNovelas 2010
- Mejor Programa de Televisión Restringida - Nominada